# 노릴스크 경유 유출 사고

위성으로 본 유출 범위

노릴스크 경유 유출 사고는 러시아 크라스노야르스크 변경주 노릴스크에서 지속적으로 경유가 유출되고 있는 것을 말한다. 2020년 5월 29일 노르니켈이 소유한 노릴스크타이미르 에너지의 제3화력 발전소의 연료 저장 탱크가 고장이 나 21,000 세제곱미터의 경유가 강으로 범람하며 시작되었다. 러시아 대통령 블라디미르 푸틴은 6월 초에 비상사태를 선포했다. 이 사고는 현대 러시아 역사상 두 번째로 큰 기름 유출이자, 북극권에서 발생한 역대 환경오염 사고 가운데 가장 큰 규모로 여겨진다.

## 사고 및 원인
5월 29일 세계 최대 니켈·팔라듐 생산 업체인 '노릴스크 니켈'의 자회사가 운영하는 발전소의 연료 탱크가 파손되었다. 파손된 연료 탱크에서 유출된 기름은 인근 암바르나야강을 붉게 물들였다.기름 탱크 폭발의 원인으로 지목된 것은 이례적인 온난 기후로 영구동토층이 녹아 탱크를 떠받치던 기둥이 주저앉은 것이었다.

## 대응
알렉산데르 우스 크라스노야르크 주지사에 따르면, 사고 이틀 뒤인 5월 31일에야 소셜미디어 알람 정보를 통해 사태를 처음 파악했다. 해당 발언이 있었던 영상 각료 회의 뒤에, 발전소 관리자는 즉시 구금되었다.
노릴스크 니켈의 발표에 따르면, 6월 3일까지 발전소 인근과 암바르나야강에서 총 약 342톤의 찌꺼기를 수거하고, 800㎥ 규모의 오염 토양을 정화했다.
6월 4일 푸틴 대통령은 노릴스크시(市) 카이예르칸 지역에 비상사태를 선언했다.

## 피해 범위 및 규모
2020년 7월 7일 7일 인테르팍스 통신 등에 따르면, 러시아 연방 천연자원감독청은 북극해 기름유출 사고로 인한 환경 피해액을 수질과 토양에서의 오염 규모를 모두 합하여 1천482억루블(약 20억 달러, 한화 2조4천억원)로 평가했다. 해당 피해 평가액은 사고발전소 모기업인 노르니켈에 전달되었다. 천연자원감독청 관계자는 이번 환경 피해는 전례가 없었다면서 "1989년 미국 알래스카에서 발생한 엑손 발데즈호 유조선 사고 당시의 피해액은 직접 손실과 벌금을 합쳐 50억 달러를 약간 웃도는 수준이었다"고 말했다.

## 같이 보기
엑슨발데즈 원유 유출 사고